# Perityle emoryi
Perityle emoryi là một loài thực vật có hoa trong họ Cúc. Loài này được Torr. mô tả khoa học đầu tiên năm 1848.